# Jason Pierce

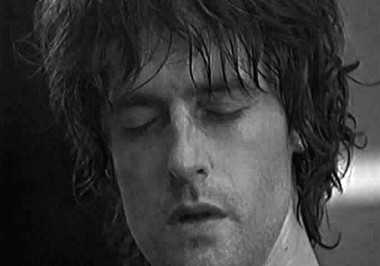
Jason Pierce 1998

Jason Pierce (auch J Spaceman, * 19. November 1965 in Rugby, England) ist ein britischer Musiker. Er ist Sänger, Songwriter, Produzent und spielt Gitarre und Keyboard.

## Werdegang
Bekannt wurde er mit der Space-Rock-Band Spacemen 3, bei der er zusammen mit Pete Kember (auch bekannt als Sonic Boom) die kreative Doppelspitze bildete. Mit Spacemen 3 veröffentlichte Pierce vier Alben. Nach mehreren Umbesetzungen und einem nicht mehr abwendbaren Konflikt mit Kember zerbrach die Band 1990. Pierce gründete daraufhin mit den anderen Musikern der Band die Formation Spiritualized, in der er mittlerweile das einzige konstante Mitglied darstellt.
Mit dem Spiritualized-Album Ladies and Gentlemen We Are Floating in Space konnte er 1997 seinen bislang größten Erfolg verbuchen. Pierce war jahrelang mit der jetzigen Ehefrau von Richard Ashcroft liiert, die auch Mitglied der Band war. Die Trennung von ihr verarbeitete er mit diesem Album. Seit 1999 betreibt er sein eigenes Label Spaceman, über das die folgenden Alben der Band vertrieben werden.
2002 steuerte Pierce dem Album Amassed des britischen Lounge-Musikprojekts Spring Heel Jack die Gitarrenspur bei und begleitete sie 2003 bei ihrer Anschlusstournee. Bei diesen Konzerten wurde schließlich ein offizielles Livealbum aufgenommen und über das Label von Spring Heel Jack veröffentlicht. Die Musiker des Projektes unterstützen ihn beim Songwriting für das mittlerweile sechste Album seiner Band Spiritualized. Aus diesen Proben gingen diverse improvisierte Aufnahmen hervor, die Anfang 2006 unter seinem Pseudonym J Spaceman als erstes Soloalbum von Jason Pierce veröffentlicht wurden.

## Gesundheit
Seit jeher proklamiert Pierce die Bedeutung bewusstseinserweiternder Substanzen für die kreativen Prozesse seines musikalischen Schaffens. Pierce war jahrelang heroinsüchtig, woraus er keinen Hehl machte. 2005 brach er wegen drastischen Gewichtsverlusts infolge einer unbemerkten lebensgefährlichen Pneumonie zusammen und kam für mehrere Tage auf die Intensivstation. Seit dem Genesungsprozess hat er angeblich dem Drogenkonsum entsagt.

## Diskografie

### Spacemen 3
- Sound Of Confusion (1986)
- The Perfect Prescription (1987)
- Playing With Fire (1989)
- Recurring (1991)

### Spiritualized
- Lazer Guided Melodies (1992)
- Pure Phase (1995)
- Ladies and Gentlemen We Are Floating in Space (1997)
- Let It Come Down (2001)
- Amazing Grace (2003)
- Songs In A&E (2008)
- Sweet Heart Sweet Light (2012)

### Spring Heel Jack
- Amassed (2002)
- Live (2003) offizielles Livealbum
- Songs & Themes (2008) J Spaceman – elektrische Gitarre auf Titel 9 und 12

### J Spaceman
- J Spaceman Guitar Loops (2006)
- Silent Sound (2006)